# E se oggi... fosse già domani?
E se oggi... fosse già domani? (Voices) è un film del 1973 diretto da Kevin Billington e tratto dall'opera teatrale di Richard Lortz.
In tv è stato trasmesso coi titoli  Presenze e Strani fenomeni.
La sceneggiatura di George Kirgo e Robert Enders punta su un colpo di scena identico a quello di Carnival of Souls (1962, inedito in Italia), poi ripreso in The Others.

## Trama
Robert e Claire hanno da poco perso il loro figlioletto David, annegato in un fiume.
Dopo aver fatto provviste e lasciata, per via della nebbia, la macchina sul ciglio della strada, i due arrivano alla loro villa. Qui Claire inizia a convincersi di non essere sola, cosa che viene confermata quando inizia a sentire delle voci. Robert inizialmente non le crede, ma alla fine dovrà ricredersi quando anch'egli inizia a sentire le stesse voci.
Il mattino dopo, Robert va a prelevare la macchina e la trova fracassata contro un albero. Intanto Claire fugge dalla villa e raggiunge il marito giusto in tempo perché i due si ritrovino ad osservare i loro cadaveri. Infatti erano già morti il giorno prima.